# Armin Schulz

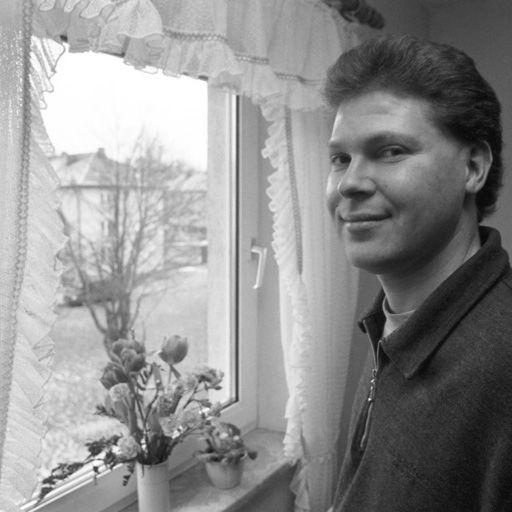
Armin Schulz (1993)

Armin Schulz (* 14. Dezember 1966; † 21. September 2010) war ein deutscher Germanist und Schriftsteller.
Schulz wurde 1999 an der Ludwig-Maximilians-Universität München (LMU) mit der strukturalistisch orientierten Arbeit Poetik des Hybriden zur Minne- und Aventiureepik promoviert. Dort habilitierte er sich 2006 auch mit der Schrift Schwieriges Erkennen. Personenidentifizierung in der mittelhochdeutschen Epik. Anschließend lehrte er am Institut für Deutsche Philologie der LMU. Im Sommer 2009 folgte er einem Ruf an die Universität Konstanz auf eine W3-Professur für Deutsche Literatur mit dem Schwerpunkt der Literatur des Mittelalters. Posthum wurde 2012 sein Werk Erzähltheorie in mediävistischer Perspektive herausgegeben.
Schwerpunkt seiner wissenschaftlichen Arbeit war die deutschsprachige Literatur des Mittelalters und der Frühen Neuzeit, insbesondere die Poetik narrativer Texte der Vormoderne.

## Schriften
- Poetik des Hybriden. Schema, Variation und intertextuelle Kombinatorik in der Minne- und Aventiureepik: Willehalm von Orlens – Partonopier und Meliur – Wilhelm von Österreich – Die schöne Magelone. Erich Schmidt, Berlin 2000, ISBN 978-3-503-04964-6.
- Die Zeichen des Körpers und der Liebe. "Paris und Vienna" in der jiddischen Fassung des Elia Levita. Kovač, Hamburg 2000, ISBN 978-3-8300-0223-9.
- Schwieriges Erkennen: Personenidentifizierung in der mittelhochdeutschen Epik. (= Münchener Texte und Untersuchungen zur deutschen Literatur des Mittelalters, Band 135). Niemeyer, Tübingen 2008, ISBN 978-3-484-89135-7.
- Erzähltheorie in mediävistischer Perspektive. De Gruyter,  Berlin/Boston 2012, ISBN 978-3-11-024038-2. (2., durchgesehene Auflage: Studienausgabe. De Gruyter, Berlin/München/Boston 2015, ISBN 978-3-11-040014-4.)

| Personendaten    | Personendaten                          |
| ---------------- | -------------------------------------- |
| NAME             | Schulz, Armin                          |
| KURZBESCHREIBUNG | deutscher Germanist und Schriftsteller |
| GEBURTSDATUM     | 14. Dezember 1966                      |
| STERBEDATUM      | 21. September 2010                     |